# Strömsbruk
Strömsbruk est une localité de Suède dans la commune de Nordanstig située dans le comté de Gävleborg.
Sa population était de 365 habitants en 2019.